# إليك هيرد
إليك هيرد (بالإنجليزية: Alec Herd)‏ (8 نوفمبر 1911 في المملكة المتحدة - 21 أغسطس 1982) هو لاعب كرة قدم بريطاني (وحمل سابقاً جنسية المملكة المتحدة لبريطانيا العظمى وأيرلندا) في مركز مهاجم داخلي. لعب مع ستوكبورت كونتي ومانشستر سيتي وهاميلتون أكاديميكال.